# La Celle-sur-Nièvre
La Celle-sur-Nièvre is een gemeente in het Franse departement Nièvre (regio Bourgogne-Franche-Comté) en telt 169 inwoners (2009). De plaats maakt deel uit van het arrondissement Cosne-Cours-sur-Loire.

## Geografie
De oppervlakte van La Celle-sur-Nièvre bedraagt 13,3 km², de bevolkingsdichtheid is 13,1 inwoners per km².
De onderstaande kaart toont de ligging van La Celle-sur-Nièvre met de belangrijkste infrastructuur en aangrenzende gemeenten.

## Demografie
Onderstaande figuur toont het verloop van het inwonertal (bron: INSEE-tellingen).